# Керимов, Азизага Гюльгасан оглы
Азизага Гюльгасан оглы Керимов (азерб. Əzizağa Gülhəsən oğlu Kərimov; род. 1953, Хиллинский район) — советский азербайджанский механизатор, лауреат государственной премии СССР (1986).

## Биография
Родился в 1953 году в селе Кадимкенд Хиллинского района Азербайджанской ССР (ныне село в Нефтечалинском районе).
Трудился механиком-водителем колхоза имени Шаумяна Нефтечалинского района республики. 
Достиг высоких результатов при выполнении плана по производству сельскохозяйственной продукции двенадцатой пятилетки (1986—1990). Работая на тракторе «Белорус» и хлопкоуборочной машине, обеспечивал получение и сбор больших урожаев хлопка на полях колхоза. В 1986 году бригада, в которой трудился Керимов, получила с каждого гектара около 45 центнер хлопка, 80 процентов всего хлопка же было убрано машинным способом. Принимал активное участие в социалистических соревнованиях механизаторов в колхозе и районе, занимал призовые места. Вносил рационализаторские предложения, за счет которых только в 1985 году было сэкономлено полтонны дизельного топлива; проявил себя и как наставник молодежи — занимался обучением молодых механизаторов, ряд из которых получили звания ударников коммунистического труда.
Постановлением ЦК КПСС и Совета Министров СССР от 7 ноября 1986 года, за обеспечение устойчивого роста производства сахарной свёклы, хлопка, льна, овощных и других с/х культур, повышение производительности труда и снижение себестоимости продукции на основе внедрения интенсивных технологий Керимову Азизаге Гюльгасан оглы присуждена Государственная премия СССР.
Проживает в родном селе Кадимкенд Нефтечалинского района.